# Colestase intra-hepática da gravidez
Colestase intra-hepática da gravidez, também denominada colestase obstétrica, icterícia da gravidez e prurigo gravidarum, é uma condição médica em que ocorre colestase durante a gravidez. Geralmente manifesta-se apenas por prurido intenso (coceira) no terceiro trimestre, mas pode levar a graves complicações para a mãe e para o feto. Afeta 0,1% a 0,2% das grávidas.

## Sinais e sintomas
Sentir mais coceira é normal na gestação, mas os sintomas mais comuns de colestase são:
- Coceira (prurigo) principalmente nas mãos e nos pés, mas que pode ser por todo o corpo, sem erupções cutâneas
- Coceira pior a noite e que não melhora com anti-histamínicos (antialérgico)
- Olhos e pele amarelados (ictericia)

A sintomatologia menos frequente e que indicam colestase mais grave inclui:
- Urina mais escura e fezes menos escuras
- Mais náusea
- Menos apetite
- Mais cansaço (fatiga)
- Dor no quadrante superior direito do abdômen (onde está a vesícula biliar)
- Maior tempo de coagulação (por falta de vitamina K)
- Mau humor

## Fatores de risco
É mais frequente em mulheres com:
- Antecedentes de colestase
- Estrogênios elevados
- Progesterona elevada
- Predisposição genética
- Durante o inverno
- Gêmeos

## Complicações
Se não tratado os ácidos biliares em sangue causam diversos transtornos. As consequências maternas incluem o seguinte:
- Escoriações ao coçar aumentam o risco de infecções de pele
- Trabalho de parto prematuro
- Menos coagulação significa mais hemorragia

As consequências fetais incluem:
- Sofrimento fetal
- Ingestão de mecônio
- Natimorto (em 1,5% dos casos)

## Diagnóstico
Além da clínica, um exame de função hepática revela enzimas hepáticas e bilirrubina elevados, mas o padrão-ouro é detectar ácidos biliares em sangue. Deve-se descartar outros problemas hepáticos como fígado gorduroso da gravidez, hepatite viral, hepatocarcinoma, alergia, toxinas na pele ou efeito colateral de medicamentos.

## Tratamento
Após o diagnóstico, muitos médicos prescrevem ácido ursodesoxicólico e vitamina K até alguns dias após o parto. Banhos gelados e corticosteroides tópicos ou orais e gelo ajudam a controlar a coceira. A cada duas semanas deve-se examinar o bem estar fetal e ácidos biliares em sangue. Com o parto a colestase geralmente melhora, portanto pode ser uma indicação relativa para induzir o parto a partir da semana 35 de gestação.